# Wiesensüß
Wiesensüß ist ein Ortsteil der Stadt  Nabburg im Oberpfälzer Landkreis Schwandorf (Bayern).

## Geografie
Wiesensüß liegt ungefähr sechs Kilometer nordöstlich von Nabburg, ungefähr 500 Meter östlich und oberhalb der Quelle des Kurmhofbaches, der etwa 5 Kilometer westlich bei Perschen in die Naab mündet.

## Geschichte

### Anfänge bis 19. Jahrhundert
Wiesensüß (auch: Wisensüß, Wiesensieß, Wißensiess, Wißensieß) wird im Salbuch von 1473/75 schriftlich erwähnt.
1565 wird es als zur Propstei Nabburg des Klosters Reichenbach gehörig aufgeführt.
1606 hatte Wiesensüß 4 Höfe, 1 Pferd, 16 Ochsen, 16 Kühe, 10 Rinder, 9 Schweine, 136 Schafe und 10 Frischlinge.
1792 hatte es 5 Hausgesesse.
Anfang des 19. Jahrhunderts wurde zum Zweck der Steuererhebung das Land vermessen, der Besitz wurde erfasst, Kataster wurden hergestellt.
Es begannen sich in Bayern Gemeinden herauszubilden.
1811 gab es im Landgericht Nabburg 58 Steuerdistrikte, einer davon war Tauchersdorf.
Zum Steuerdistrikt Tauchersdorf, gehörten außer Tauchersdorf selbst noch Wiesensüß und Kurmhof.
Außerdem gehörte Wiesensüß zur Obmannschaft Tauchersdorf.
1819 war Wiesensüß mit 7 Familien Teil der ausschließlich katholischen Landgemeinde Pamsendorf.
1828 hatte Wiesensüß 5 Wohngebäude, 5 Familien und 38 Einwohner.

### 20. Jahrhundert bis Gegenwart
Zum Stichtag 23. März 1913 (Osterfest) gehörte Wiesensüß zur Pfarrei Nabburg, Filialkirche Perschen. Es hatte 5 Häuser und 39 Einwohner.
1964 hatte Wiesensüß 3 Wohngebäude und 18 Einwohner und gehörte zur Landgemeinde Pamsendorf und zum Landkreis Nabburg.
1971 wurde die Gemeinde Pamsendorf in die Gemeinde Hohentreswitz eingegliedert.
Damit war Wiesensüß nun Teil der Gemeinde Hohentreswitz.
Zum 1. Juli 1972 wurde der Landkreis Nabburg aufgelöst und Wiesensüß gelangte als Teil der Gemeinde Hohentreswitz in den neu gebildeten Landkreis Schwandorf.
Bis 1978 gehörten zur Gemeinde Hohentreswitz außer Hohentreswitz selbst
- nach dem Verzeichnis von 1842: Aspachmühle, Bornmühle, Bornmühlschleife, Fuchsendorf, Herdegen, Stelzlmühle[11]
- und außerdem nach der Eingliederung der Gemeinde Pamsendorf 1971: Häuslberg, Kurmhof, Löffelsberg, Oberpfreimd, Pamsendorf, Rappenberg, Tauchersdorf, Trefnitz und Wiesensüß.[12]

Am 1. Mai 1978 wurde die Gemeinde Hohentreswitz aufgelöst, dabei gelangten
- Häuslberg und Trefnitz in die Gemeinde Guteneck
- Grubhof, Tauchersdorf und Wiesensüß zur Stadt Nabburg. Der Name Grubhof wurde erst 1979 erteilt und bezeichnet eine Einöde nördlich von Tauchersdorf.[13] Grubhof gehörte 1990 zur Expositur Hohentreswitz der Pfarrei Trausnitz.[14]

Der Rest der Gemeinde Hohentreswitz – also: Aspachmühle, Bornmühle, Bornmühlschleife, Fuchsendorf, Herdegen, Stelzlmühle, Kurmhof, Löffelsberg, Oberpfreimd, Pamsendorf und Rappenberg – wurde in die Stadt Pfreimd eingegliedert.
Am 31. Dezember 1990 hatte Wiesensüß 21 Einwohner und gehörte zur Pfarrei Nabburg.